# بهرام أباد (فريدون شهر)
بهرام أباد (بالفارسية: بهرام‌آباد) هي قرية تقع في قسم بشتكوة موغوئي الريفي في إيران. يقدر عدد سكانها بـ 491 نسمة .